# Ateísmo
Ateísmo, num sentido amplo, é a ausência de crença na existência de divindades. O ateísmo é oposto ao teísmo, que em sua forma mais geral é a crença de que existe ao menos uma divindade.

Símbolo do Ateísmo.

O termo ateísmo, proveniente do grego clássico ἄθεος (romaniz.: atheos), que significa "sem Deus", foi aplicado com uma conotação negativa àqueles que se pensava rejeitarem os deuses adorados pela maioria da sociedade. Com a difusão do pensamento livre, do ceticismo científico e do consequente aumento da crítica à religião, a abrangência da aplicação do termo foi reduzida. Os primeiros indivíduos a identificarem-se como "ateus" surgiram no século XVIII.
Os ateus tendem a ser céticos em relação a afirmações sobrenaturais, citando a falta de evidências empíricas que provem sua existência. Os ateus têm oferecido vários argumentos para não acreditar em qualquer tipo de divindade. O complexo ideológico ateísta inclui: o problema do mal, o argumento das revelações inconsistentes e o argumento da descrença. Outros argumentos do ateísmo são filosóficos, sociais e históricos. Embora alguns ateus adotem filosofias seculares, não há nenhuma ideologia ou conjunto de comportamentos que todos os ateus sigam. Na cultura ocidental, assume-se frequentemente que os ateus são irreligiosos, embora alguns ateus sejam espiritualistas. Ademais, o ateísmo também está presente em certos sistemas religiosos e crenças espirituais, como o jainismo, o budismo e o hinduísmo. O jainismo e algumas formas de budismo não defendem a crença em deuses, enquanto o hinduísmo mantém o ateísmo como um conceito válido, mas difícil de acompanhar espiritualmente.
Como os conceitos sobre a definição do ateísmo variam, é difícil determinar quantos ateus existem no mundo atualmente com precisão. Segundo uma estimativa, cerca de 2,3% da população mundial descreve-se como ateia, enquanto 11,9% descreve-se como não-religiosa. De acordo com outra estimativa, as taxas de pessoas que se auto-declaram como ateias são mais altas em países ocidentais, embora também varie bastante em grau nesse grupo — Estados Unidos (11%), Itália (7%), Espanha (11%), Reino Unido (17%), Alemanha (20%) e França (32%). Segundo pesquisa de 2015 do Gallup, os países com as maiores percentagens de ateus são: China (61%), Japão (31%) e República Checa (30%).

## Etimologia

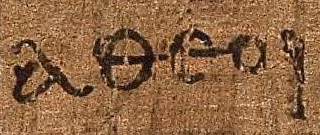
A palavra do), tal como aparece na Epístola aos Efésios (2:12) no início do século III

No grego antigo, o adjetivo ἄθεος (romaniz.: atheos) é formado pelo prefixo a, significando "ausência" e o radical "teu", derivado do grego theós, significando "deus". O significado literal do termo é, então, "sem deus".
A palavra passou a indicar de forma mais direta pessoas que não acreditavam em deuses no século V a.C., adquirindo definições como "cortar relações com os deuses" ou "negar os deuses". O termo ἀσεβής (asebēs) passou então a ser aplicado contra aqueles que impiamente negavam ou desrespeitavam os deuses locais, ainda que crendo em outros deuses. Modernas traduções de textos clássicos, por vezes tornam atheos em "ateu". Como substantivo abstrato, também existia ἀθεότης (atheotes), "ateísmo". Cícero traduziu a palavra do grego para o latim como atheos. O termo era frequentemente usado pelas duas partes, no sentido pejorativo, no debate entre os primeiros cristãos e os helênicos.
Durante os séculos XVI e XVII, a palavra "ateu" ainda era reservada exclusivamente para a polêmica … O termo "ateu" era um insulto. Não ocorreria a alguém autodenominar-se  ateu.— Karen Armstrong
O termo "ateísmo" foi utilizado pela primeira vez para descrever a opção livre pessoal na Europa do final do século XVIII, especificamente denotando descrença no deus monoteísta abraâmico.
No século XX, a globalização contribuiu para a expansão do termo para referir-se à descrença em todos os deuses, embora ainda seja comum na sociedade ocidental descrever o ateísmo como simples "descrença em Deus." Mais recentemente, tem havido um movimento em certos círculos filosóficos para redefinir ateísmo como a "ausência de crença em divindades", e não como uma crença em si mesmo; esta definição tornou-se popular em comunidades ateístas, embora sua utilização tenha sido limitada.

## Definição e distinções

Um Diagrama de Venn mostrando a relação entre as definições de ateísmo fraco/forte e ateísmo implícito/explícito. Ateus explícitos fortes/positivos/duros (em roxo à direita) afirmam que "existe pelo menos uma deidade" é uma afirmação falsa. Os ateus explícitos fracos/negativos/suaves (em azul à direita) rejeitam ou distanciam-se da crença de que existe qualquer deidade sem realmente afirmarem que "pelo menos uma deidade existe" é uma afirmação falsa. Os ateus implícitos/fracos/negativos (em azul à esquerda) incluiriam pessoas (como crianças pequenas e alguns agnósticos) que não creem numa deidade, mas que não rejeitaram explicitamente tal crença. (Os tamanhos no diagrama não são representativos dos tamanhos relativos dentro de uma população.)

Autores discutem entre si sobre qual a melhor forma de definir e classificar o "ateísmo", contestando quais as entidades sobrenaturais a que o termo se aplica, se é uma afirmação por direito próprio ou se é meramente a ausência de uma, e se requer uma rejeição consciente, explícita. Uma variedade de categorias têm sido propostas para tentar distinguir as diferentes formas de ateísmo.

### Abrangência
Alguma da ambiguidade e controvérsia envolvida na definição do ateísmo resulta da dificuldade em chegar a um consenso sobre a definição de palavras como "divindade" e "Deus". A pluralidade de concepções muito diferentes de deus e de divindades conduz a ideias conflituosas sobre a aplicabilidade do ateísmo. Os antigos romanos acusavam os cristãos de serem ateus por não adorarem os seus deuses pagãos. Aos poucos, essa visão caiu em desuso, pois o teísmo passou a ser entendido como a crença em qualquer divindade.
No que diz respeito à gama de fenômenos sendo rejeitados, o ateísmo pode contrapor-se a qualquer coisa desde a existência de uma divindade à existência de quaisquer conceitos espirituais, sobrenaturais ou transcendentais, como os do budismo, hinduísmo, jainismo e taoísmo.

### Implícitoversusexplícito
As definições do ateísmo também variam quanto ao grau de consideração que uma pessoa deve dar à ideia de deus (ou deuses) para ser considerado um ateu. O ateísmo tem sido por vezes definido para incluir a simples ausência de crença na existência de qualquer divindade. Essa definição ampla incluiria os recém-nascidos e outras pessoas que não tenham sido expostas a ideias teístas. Já em 1772, o Barão d'Holbach disse que: "Todas as crianças nascem ateias, elas não têm ideia de Deus". Do mesmo modo, o escritor norte-americano George H. Smith sugeriu em 1979 que: "O homem que não está familiarizado com o teísmo é ateu porque não acredita em um deus. Esta categoria também incluiria a criança com a capacidade conceitual de compreender as questões envolvidas, mas que ainda não tomou conhecimento dessas questões. O fato de que esta criança não acredita em Deus qualifica-a como ateu." Smith cunhou o termo "ateísmo implícito" para se referir à "ausência de crença teísta sem uma rejeição consciente dela" e "ateísmo explícito" para referir-se à definição mais comum de descrença consciente. Ernest Nagel contradiz a definição de Smith sobre o ateísmo como uma mera "ausência de teísmo", reconhecendo apenas o ateísmo explícito como "ateísmo" verdadeiro.

### Positivoversusnegativo
Filósofos como Antony Flew e Michael Martin têm contrastado o ateísmo positivo (forte/duro) com o ateísmo negativo (fraco/suave). O ateísmo positivo é a afirmação explícita de que os deuses não existem. O ateísmo negativo inclui todas as outras formas de não-teísmo. Segundo esta classificação, quem não é um teísta é um ateu negativo ou positivo. Os termos "ateísmo forte" e "ateísmo fraco" são relativamente recentes, enquanto os termos "ateísmo negativo" e "ateísmo positivo" são de origem mais antiga, tendo sido utilizados (de maneira ligeiramente diferente) na literatura filosófica e na apologética católica. Sob esta demarcação do ateísmo, a maioria dos agnósticos podem ser qualificados como ateus negativos.
Como mencionado acima, os termos "positivo" e "negativo" têm sido usados na literatura filosófica de uma forma similar aos termos "forte" e "fraco", respectivamente. No entanto, o livro Ateísmo Positivo, do escritor indiano Goparaju Ramachandra Rao, publicado pela primeira vez em 1972, introduziu um uso alternativo do termo. Tendo crescido em um sistema hierárquico com uma base religiosa, Gora pedia uma Índia secular e sugeriu diretrizes para uma filosofia ateísta positiva, ou seja, uma que promova os valores positivos. O ateísmo positivo, definido desta forma, implica coisas como moralmente reto, mostrando um entendimento de que as pessoas religiosas têm razões para acreditar, sem proselitismo ou dando lições sobre o ateísmo e defender-se com honestidade, em vez de com o objetivo de "ganhar" qualquer confronto com os críticos sinceros.
Enquanto Martin, por exemplo, afirma que o agnosticismo implica o "ateísmo negativo", a maioria dos agnósticos veem o seu ponto de vista como distinto do ateísmo, o qual podem considerar tão pouco justificado como o teísmo ou como requerendo igual convicção. A afirmação da intangibilidade do conhecimento a favor ou contra a existência de deuses é às vezes vista como indicação de que o ateísmo requer fé. As respostas comuns de ateus contra este argumento incluem que proposições religiosas não comprovadas merecem tanta descrença quanto todas as outras proposições não comprovadas e que a improbabilidade da existência de um deus não implica igual probabilidade para ambas as possibilidades. O filósofo inglês J. J. C. Smart argumenta ainda que "às vezes uma pessoa que é realmente ateia pode descrever-se, mesmo apaixonadamente, como agnóstica devido ao irrazoável ceticismo filosófico generalizado que nos impediria de dizer que sabemos alguma coisa qualquer, exceto, talvez, as verdades da matemática e da lógica formal." Por conseguinte, alguns autores ateus como Richard Dawkins preferem distinguir as posições teísta, agnóstica e ateia segundo a probabilidade que cada uma delas atribui à afirmação "Deus existe".

### Definição como impossível ou impermanente
Antes do século XVIII, a existência de Deus era tão universalmente aceita no mundo ocidental, que mesmo a possibilidade do ateísmo verdadeiro era questionada. Isso é chamado de inatismo teísta, a noção de que todas as pessoas acreditam em Deus, desde o nascimento; dentro desta visão estava a conotação de que os ateus estão simplesmente em negação.
Existe também uma posição alegando que os ateus são rápidos a acreditar em Deus em tempos de crise, que os ateus fazem conversões no leito de morte, ou de que "não existem ateus nas trincheiras." Alguns defensores dessa posição afirmam que um dos benefícios da religião é que a fé religiosa permite aos seres humanos suportarem melhor as dificuldades, funcionando como o "ópio do povo". Contudo, tem havido exemplos do contrário, entre os quais exemplos de literais "ateus nas trincheiras."
Alguns ateus questionam a própria necessidade de usar o termo "ateísmo". Em seu livro Carta a Uma Nação Cristã, Sam Harris escreve:

O ateísmo não é uma filosofia; não é mesmo uma visão do mundo; é simplesmente a admissão  do óbvio. Na verdade, o "ateísmo" é um termo que nem sequer deveria existir. Nunca ninguém precisa identificar-se como um "não-astrólogo" ou "não-alquimista". Não temos palavras para pessoas que duvidam que Elvis ainda está vivo ou que extraterrestres têm atravessado a galáxia só para molestar fazendeiros e seu gado. O ateísmo é nada mais do que ruídos que as pessoas razoáveis fazem na presença de crenças religiosas injustificadas.

## Conceitos filosóficos
A fonte da infelicidade do homem é a sua ignorância da Natureza. A pertinácia com que ele se agarra a opiniões cegas absorvidas em sua infância, que se entrelaçam com sua existência, o preconceito consequente que deforma sua mente, que impede sua expansão, que o torna o escravo da ficção, parece condená-lo ao erro contínuo.

D'Holbach em O Sistema da Natureza

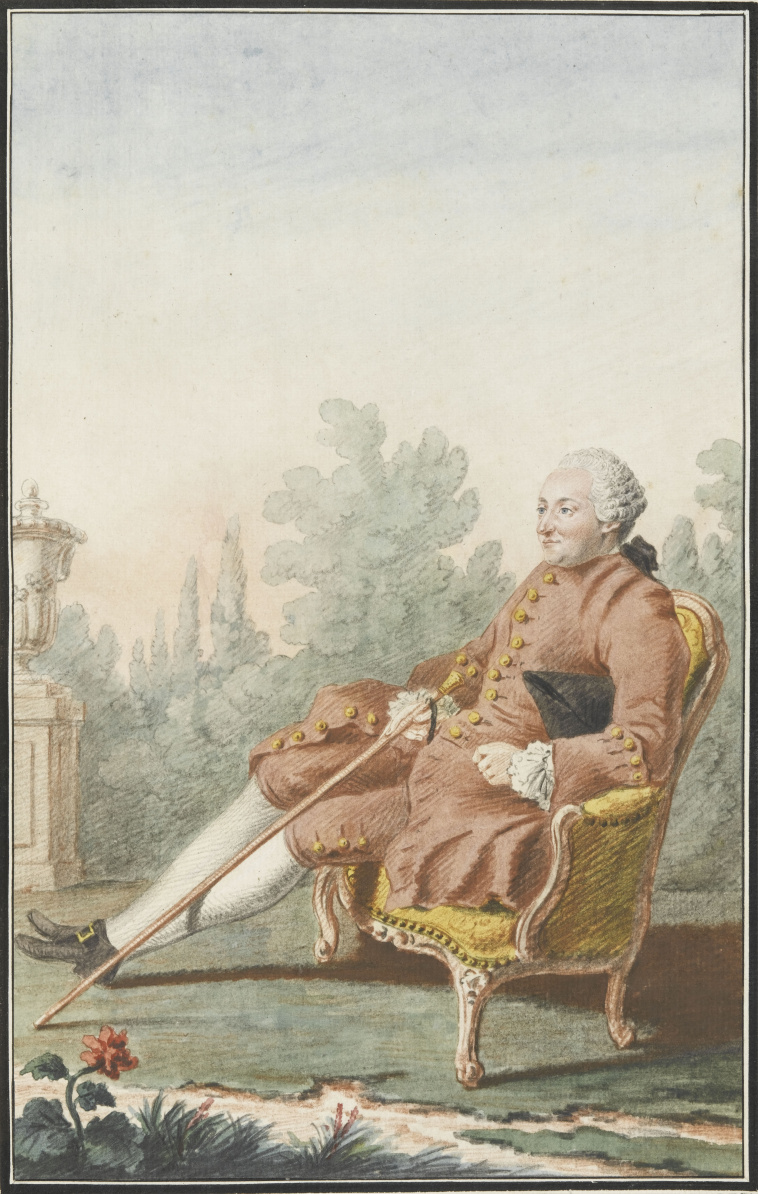
Barão d'Holbach, um defensor do ateísmo no século XVIII

A mais ampla demarcação da lógica ateísta é entre o ateísmo prático e teórico.

### Ateísmo prático
No ateísmo prático ou pragmático, também conhecido como apateísmo, os indivíduos vivem como se não existissem deuses e explicam fenômenos naturais sem recorrer ao divino. A existência de deuses não é rejeitada, mas pode ser designada como desnecessária ou inútil; de acordo com este ponto de vista os deuses não dão um propósito à vida, nem influenciam a vida cotidiana. Uma forma de ateísmo prático, com implicações para a comunidade científica, é o naturalismo metodológico - a "adoção tácita ou assunção do naturalismo filosófico no método científico, aceitando-o ou nele acreditando, totalmente ou não."
O ateísmo prático pode assumir várias formas:
- Ausência de motivação religiosa — a crença em deuses não motiva a ação moral, a ação religiosa, ou qualquer outra forma de ação;
- Exclusão ativa do problema dos deuses e da religião da busca intelectual e de ações concretas;
- Indiferença — a ausência de qualquer interesse pelos problemas dos deuses e da religião; ou
- Desconhecimento do conceito de uma divindade.[49]

### Ateísmo teórico

#### Argumentos ontológicos
O ateísmo teórico postula explicitamente argumentos contra a existência de deuses, respondendo a argumentos teístas comuns, como o argumento teleológico ou a Aposta de Pascal. Na verdade, o ateísmo teórico é principalmente uma ontologia, precisamente uma ontologia física.

#### Argumentos epistemológicos
O ateísmo epistemológico argumenta que as pessoas não podem conhecer um Deus ou determinar a existência de um Deus. O fundamento do ateísmo epistemológico é o agnosticismo, o qual assume uma variedade de formas. Na filosofia da imanência, a divindade é inseparável do próprio mundo, incluindo a mente de uma pessoa e a consciência de cada pessoa está bloqueada no sujeito. De acordo com esta forma de agnosticismo, esta limitação de perspectiva impede qualquer inferência objetiva, desde a crença em um deus às afirmações de sua existência. O agnosticismo racionalista de Kant e do Iluminismo só aceita o conhecimento deduzido com a racionalidade humana. Esta forma de ateísmo afirma que os deuses não são perceptíveis como uma questão de princípio e, portanto, sua existência não pode ser conhecida. O ceticismo, baseado nas ideias de Hume, afirma que a certeza sobre qualquer coisa é impossível, por isso nunca se pode saber da existência de um Deus. A inclusão do agnosticismo no ateísmo é disputada; também pode ser considerado como uma visão básica do mundo independente.
Outros argumentos para o ateísmo, que podem ser classificados como epistemológicos ou ontológicos, incluem o positivismo lógico e o ignosticismo, que afirmam a falta de sentido ou ininteligibilidade de termos e frases básicos tais como "Deus" e "Deus é todo-poderoso." O não-cognitivismo teológico afirma que a declaração "Deus existe" não expressa uma proposição, sendo antes absurda ou cognitivamente sem sentido. Tem sido argumentado em ambos os sentidos sobre se tais indivíduos podem ser classificados em alguma forma de ateísmo ou agnosticismo. Os filósofos A. J. Ayer e o filósofo norte-americano Theodore M. Drange rejeitam ambas as categorias, afirmando que ambos os campos aceitam a frase "Deus existe" como uma proposição; eles, ao invés, classificam o não cognitivismo em uma categoria própria.

#### Argumentos metafísicos
Um autor escreve:

O ateísmo metafísico...inclui todas as doutrinas ligadas ao monismo metafísico (a homogeneidade da realidade). O ateísmo metafísico pode ser: a) absoluto - uma negação explícita da existência de Deus associada com o monismo materialista (todas as tendências materialistas, tanto nos tempos antigos quanto nos modernos); b) relativo - a negação implícita de Deus em todas as filosofias que, apesar de aceitarem a existência de um absoluto, concebem o absoluto como não possuindo qualquer um dos atributos próprios de Deus: transcendência, um caráter ou unidade pessoal. O ateísmo relativo está associada com o monismo idealista (panteísmo, panenteísmo, deísmo).

#### Argumentos lógicos

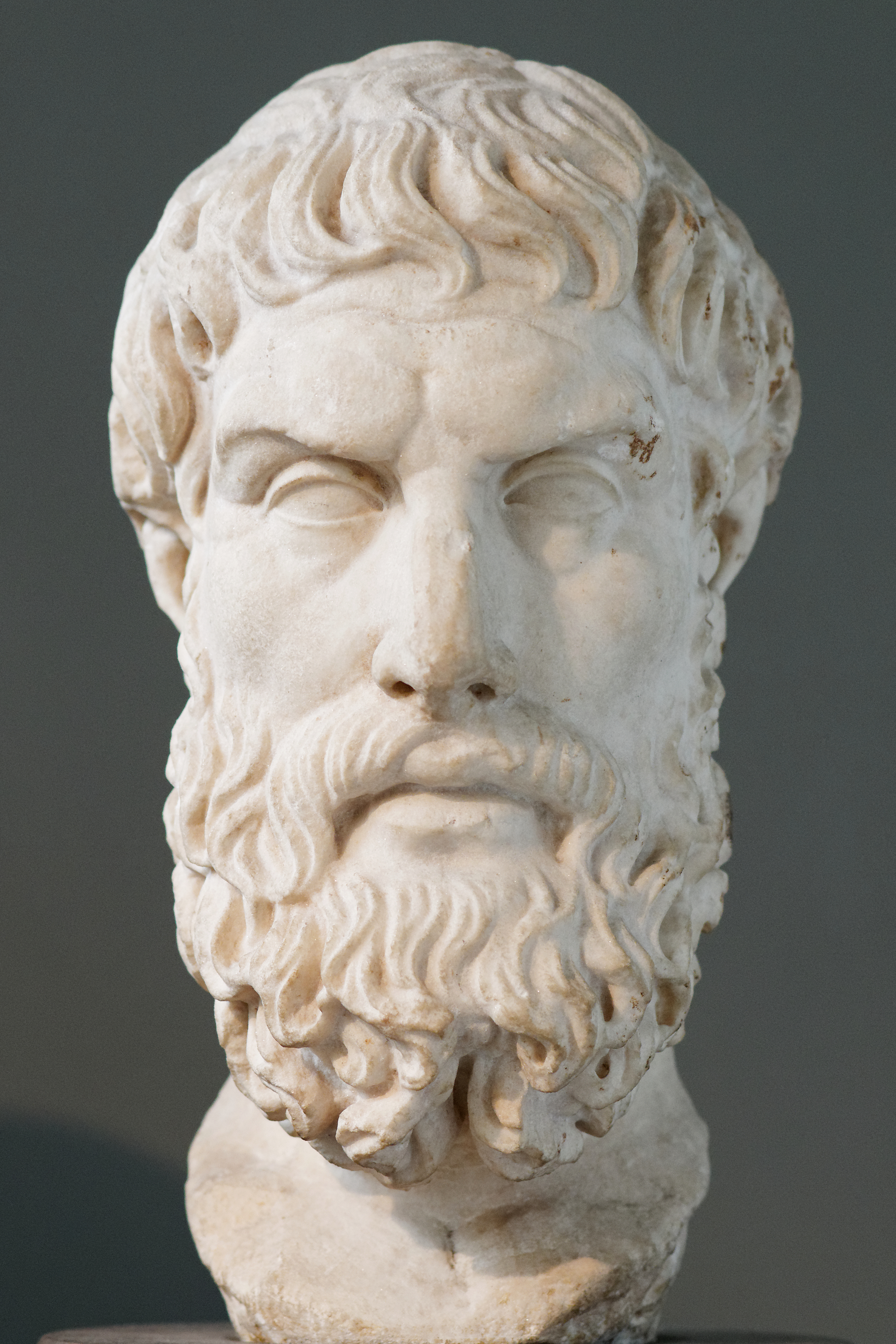
Epicuro é creditado como sendo o primeiro a expor o problema do mal. David Hume, em seus Diálogos sobre a Religião Natural (1779), citou Epicuro ao afirmar o argumento como uma série de perguntas: "[Deus] quer impedir o mal, mas não é capaz? Então ele é impotente. Ele é capaz, mas não está disposto? Então, ele é malévolo. Ele é capaz e disposto? Donde vem então o mal?"

O ateísmo lógico sustenta que às diversas concepções de deuses, como o deus pessoal do cristianismo, são atribuídas qualidades logicamente inconsistentes. Os ateus apresentam argumentos dedutivos contra a existência de Deus que afirmam a incompatibilidade entre certas características, como a perfeição, estatuto de criador, imutabilidade, onisciência, onipresença, onipotência, onibenevolência, transcendência, a pessoalidade (um ser pessoal), não-fisicalidade, justiça e misericórdia.
Os ateus teodiceanos acreditam que o mundo como o experimentam não pode ser conciliado com as qualidades normalmente atribuídas a Deus e aos deuses pelos teólogos. Eles argumentam que um Deus onisciente, onipotente e onibenevolente não é compatível com um mundo onde existe o mal e o sofrimento, e onde o amor divino está escondido de muitas pessoas. Um argumento semelhante é atribuído a Siddhartha Gautama, o fundador do budismo.

### Redução da importância da religião
Filósofos como Ludwig Feuerbach e Sigmund Freud argumentaram que Deus e outras crenças religiosas são invenções humanas, criadas para atender a várias necessidades psicológicas e emocionais. Esta é também uma visão de muitos budistas. Karl Marx e Friedrich Engels, influenciados pela obra de Feuerbach, argumentaram que a crença em Deus e na religião são funções sociais, utilizadas por aqueles no poder para oprimir a classe trabalhadora. De acordo com Mikhail Bakunin, "a ideia de Deus implica a abdicação da razão e da justiça humanas; é a negação mais decisiva da liberdade humana, e, necessariamente, termina na escravização da humanidade, na teoria e na prática." Ele inverteu o famoso aforismo de Voltaire de que se Deus não existisse, seria preciso inventá-lo, escrevendo que "se Deus realmente existisse, seria necessário aboli-lo."

### Alternativos
O ateísmo axiológico, ou construtivo, rejeita a existência de deuses em favor de um "absoluto maior", como a humanidade. Esta forma de ateísmo favorece a humanidade como fonte absoluta da ética e valores, e permite que os indivíduos resolvam problemas morais, sem recorrerem a Deus. Marx e Freud utilizaram este argumento para transmitir mensagens de libertação, de desenvolvimento integral e de felicidade sem restrições.
Uma das críticas mais comuns ao ateísmo tem sido a tese contrária: que negar a existência de um deus conduz ao relativismo moral, deixando o indivíduo sem fundamento moral ou ético, ou torna a vida sem sentido e miserável. Blaise Pascal argumentou esta visão nos seus Pensées.

#### Existencialismo ateísta
O filósofo francês Jean-Paul Sartre identificou-se como um representante de um "existencialismo ateísta", menos preocupado com negar a existência de Deus do que estabelecer que o "homem precisa... encontrar-se novamente e entender que nada pode salvá-lo de si mesmo, nem mesmo uma prova válida da existência de Deus."" Sartre disse que um corolário de seu ateísmo era que "se Deus não existe, há pelo menos um ser no qual a existência precede a essência, um ser que existe antes que ele possa ser definido por qualquer conceito, e ... este ser é o homem." A consequência prática desse ateísmo foi descrita por Sartre no sentido de que não há regras a priori ou valores absolutos que podem ser invocados para governar a conduta humana e que os humanos estão "condenados" a inventar estes por si mesmos, tornando o "homem" absolutamente "responsável por tudo que ele faz."
O acadêmico Rhiannon Goldthorpe sugeriu que alguns dos escritos de Sartre estavam "permeados por um 'ateísmo cristão', no qual crenças antigas ainda alimentam a imaginação e a sensibilidade do cético mais radical." O acadêmico Priest Stephen descreve a perspectiva de Sartre como "uma metafísica ateísta." O tradutor de Sartre, Hazel Barnes, escreveu sobre aquele: "O Deus que ele rejeita não é um poder vago, um X desconhecido que explicaria a origem do universo, nem tão pouco é um ideal ou um mito para simbolizar a busca do homem pelo Bem. É especificamente o Deus dos Escolásticos ou, pelo menos, qualquer ideia de Deus como um Criador específico, todo-poderoso, absoluto e existente."

## História
Apesar do termo ateísmo ter origem na França do século XVI, ideias que seriam hoje reconhecidas como ateístas estão documentadas desde a antiguidade clássica e o período védico.

### Antiga religião hindu
Escolas ateístas são encontradas no hinduísmo antigo, e existem desde o tempo da religião védica. Entre as seis escolas ortodoxas (āstika e nāstika) da filosofia hindu, Sânquia, o mais antigo sistema filosófico, não aceita Deus, enquanto a antiga Mimamsa também rejeita a noção de divindade, e sustenta que a própria ação humana é suficiente para criar as circunstâncias necessárias à apreciação dos seus frutos.
A completamente materialista e antiteísta escola filosófica Carvaka que se originou na Índia em torno do século VI a.C. é provavelmente a escola de filosofia mais explicitamente ateísta da Índia, similar à escola cirenaica grega. Este ramo da filosofia indiana é classificado como heterodoxo devido à sua rejeição da autoridade dos Vedas e não é considerado parte das seis escolas ortodoxas do hinduísmo, mas é notável como evidência de um movimento materialista dentro do hinduísmo. Chatterjee e Datta explicam que a nossa compreensão da filosofia Carvaka é fragmentária, baseada principalmente na crítica das suas ideias por outras escolas, e que não é uma tradição viva:
Apesar do materialismo de uma forma ou de outra ter estado sempre presente na Índia, e referências ocasionais sejam encontradas nos Vedas, na literatura budista, nos épicos, bem como nas obras filosóficas posteriores, não encontramos nenhum trabalho sistemático sobre o materialismo, nem qualquer escola organizada de seguidores como as outras escolas filosóficas possuem. Mas quase todos os trabalhos das outras escolas mencionam, para refutação, os pontos de vista materialistas. Nosso conhecimento do materialismo indiano baseia-se sobretudo nesses trabalhos.— Chatterjee e Datta
Outras filosofias indianas geralmente consideradas como ateístas incluem samkhya clássica e mimāṃsā. A rejeição de um Deus criador pessoal também é observada no jainismo e no budismo na Índia.

### Antiguidade clássica

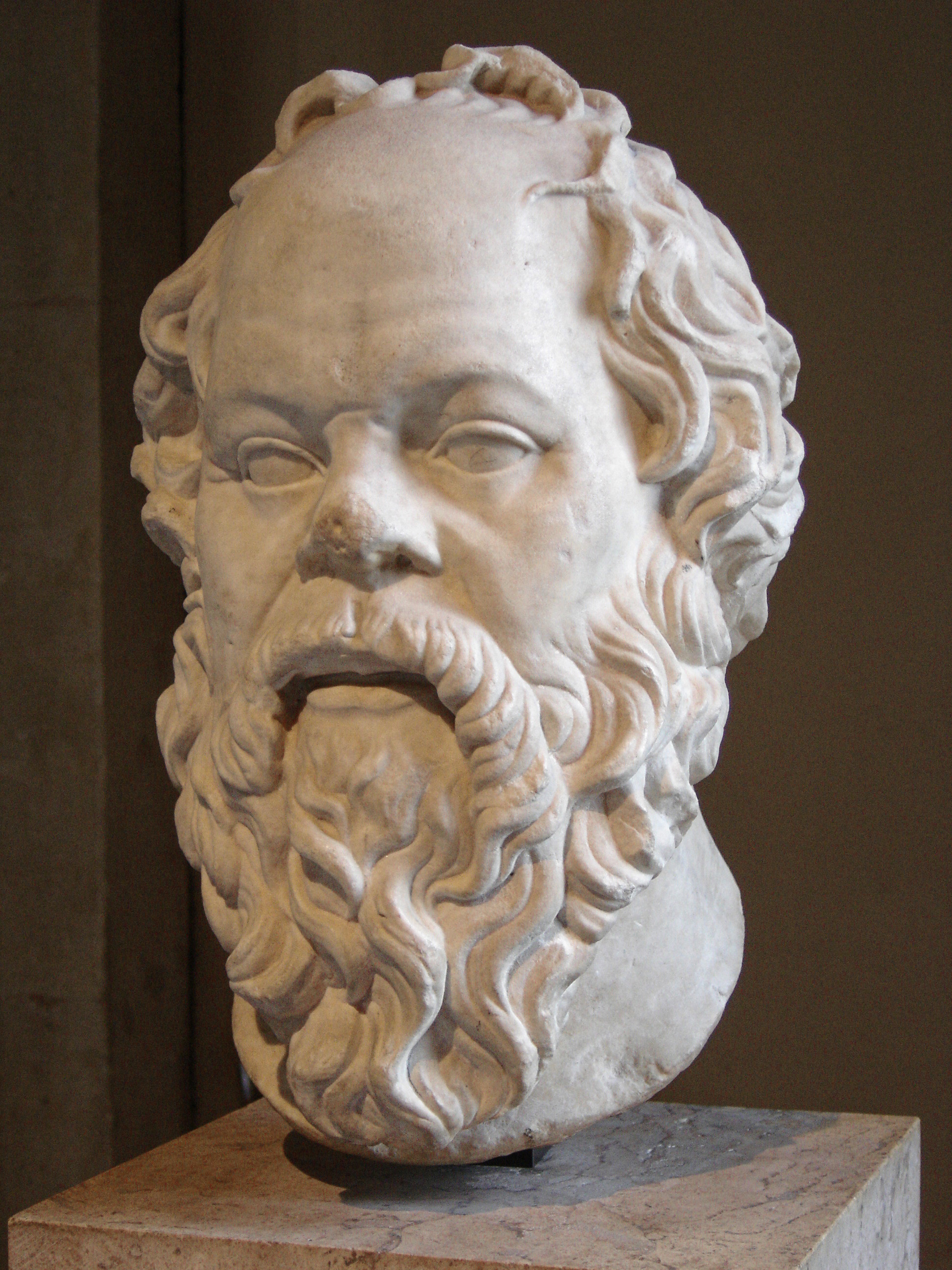
Na Apologia de Platão, Sócrates (imagem) foi acusado por Meleto de não acreditar nos deuses

O ateísmo ocidental tem suas raízes na filosofia grega pré-socrática, mas não emerge como uma visão do mundo distinta até o final do Iluminismo. O filósofo grego do século V a.C. Diágoras é conhecido como o "primeiro ateu" e é citado como tal por Cícero no seu De Natura Deorum. Crítias via a religião como uma invenção humana usada para assustar as pessoas e fazê-las seguir a ordem moral. Atomistas como Demócrito tentaram explicar o mundo de uma forma puramente materialista, sem referência ao espiritual ou místico. Entre outros filósofos pré-socráticos, que provavelmente tinham pontos de vista ateístas, incluem-se Pródico e Protágoras. No século III a.C. os filósofos gregos Teodoro, o Ateu e Estratão de Lâmpsaco também não acreditavam que deuses existiam.
Sócrates (c. 471-399 a.C.) foi acusado de impiedade (ver Dilema de Eutífron) baseado no fato de ele ter inspirado o questionamento dos deuses do Estado. Embora ele tenha contestado a acusação de que era um "ateu completo", dizendo que não podia ser um ateu, visto que acreditava em espíritos, acabaria por ser condenado à morte. Sócrates também reza a vários deuses no Fedro de Platão e diz "Por Zeus" no diálogo A República.
Evêmero (c. 330-260 a.C.) publicou sua visão de que os deuses eram apenas os governantes, conquistadores e fundadores do passado deificados, e que os seus cultos e religiões eram, em essência, a continuação dos reinos que desapareceram e das estruturas políticas anteriores. Embora não fosse estritamente um ateu, Evêmero mais tarde foi criticado por ter "espalhado o ateísmo por toda a terra habitada ao obliterar os deuses."
O atomista e materialista Epicuro (c. 341-270 a.C.) disputou muitas doutrinas religiosas, incluindo a existência de vida após a morte ou uma divindade pessoal; ele considerava a alma puramente material e mortal. Embora o epicurismo não tenha descartado a existência de deuses, ele acreditava que, se existissem, eles estavam despreocupados com a humanidade.
O poeta romano Lucrécio (c. 99-55 a.C.), concordou que, se houvesse deuses, estavam despreocupados com a humanidade e eram  incapazes de afetar o mundo natural. Por esta razão, ele acreditava que a humanidade não devia ter medo do sobrenatural. Ele expõe seus pontos de vista epicuristas sobre o cosmos, átomos, alma, mortalidade e religião em De rerum natura (em português:  "Sobre a natureza das coisas"), que popularizou a filosofia de Epicuro em Roma.
O filósofo romano Sexto Empírico defendia que se deve suspender o julgamento sobre praticamente todas as crenças - uma forma de ceticismo conhecida como pirronismo - que nada era inerentemente mau e que a ataraxia ("paz de espírito") é atingível se nos refrearmos de julgar. O volume relativamente grande de obras suas que sobreviveram, teve uma influência duradoura sobre filósofos posteriores.
O significado do termo "ateu" mudou ao longo da antiguidade clássica. Os primeiros cristãos eram rotulados como ateus pelos não-cristãos por causa da sua descrença nos deuses pagãos. Durante o Império Romano, os cristãos foram executados por sua rejeição aos deuses romanos em geral e ao culto imperial em particular. Quando o cristianismo se tornou a religião estatal de Roma sob o governo de Teodósio I em 381, a heresia tornou-se um delito punível.

### Início da Idade Média ao Renascimento
A adoção de pontos de vista ateístas era rara na Europa durante a Alta Idade Média e Idade Média (ver Inquisição medieval); metafísica, religião e teologia eram os interesses dominantes. Houve, no entanto, movimentos deste período que promoveram concepções heterodoxas do Deus cristão, incluindo pontos de vista diferentes sobre a natureza, a transcendência e a cognoscibilidade de Deus. Indivíduos e grupos, tais como João Escoto Erígena, David de Dinant, Amalarico de Bena e os Irmãos do Livre Espírito mantinham pontos de vista cristãos, mas com tendências panteístas. Nicolau de Cusa sustentava uma forma de fideísmo que chamou de docta ignorantia ("ignorância aprendida"), afirmando que Deus está além da categorização humana e que o nosso conhecimento de Deus é limitado à conjectura. Guilherme de Ockham inspirou tendências antimetafísicas com a sua limitação nominalista do conhecimento humano para objetos singulares e afirmou que a essência divina não poderia ser intuitivamente ou racionalmente apreendida pelo intelecto humano. Seguidores de Ockham, como João de Mirecourt e Nicolau de Autrecourt, expandiram esta visão. A divisão resultante entre a fé e a razão influenciou teólogos posteriores, como John Wycliffe, Jan Hus e Martinho Lutero.
A Renascença foi muito importante na expansão do escopo da investigação cética e do livre-pensamento. Indivíduos como Leonardo da Vinci procuraram a experimentação como meio de explicação, e opuseram-se aos argumentos de autoridade religiosa. Outros críticos da religião e da Igreja durante este tempo incluíram Nicolau Maquiavel, Bonaventure des Périers e François Rabelais.

### Início do período moderno

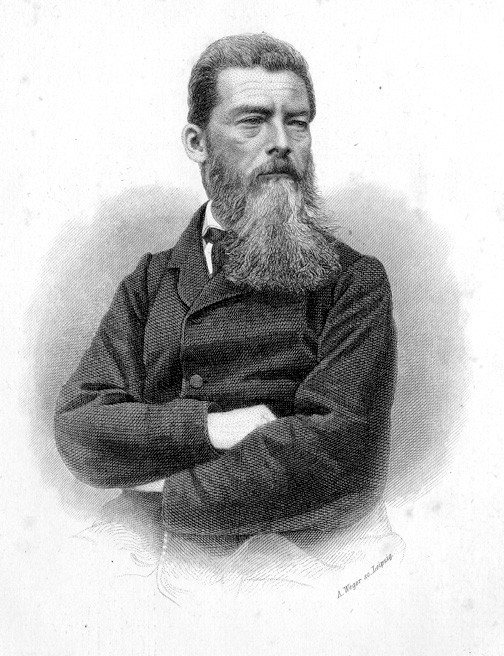
A Essência do Cristianismo (1841), de Ludwig Feuerbach, seria de grande influência para filósofos como Engels, Marx, David Strauss, Nietzsche e Max Stirner. Ele considerava que Deus é uma invenção humana e que as atividades religiosas são usadas para a realização de desejos. Por isso, ele é considerado o pai fundador da moderna antropologia da religião

As eras do Renascimento e da Reforma testemunharam um ressurgimento do fervor religioso, como evidenciado pela proliferação de novas ordens religiosas, confrarias e devoções populares no mundo católico e o aparecimento de seitas protestantes cada vez mais austeras, como os calvinistas. Esta era de rivalidade interconfessional permitiu uma abrangência ainda maior de especulação teológica e filosófica, muita da qual viria a ser usada para promover uma visão de mundo religiosamente cética.
A crítica do cristianismo tornou-se cada vez mais frequente nos séculos XVII e XVIII, principalmente depois do Sismo de Lisboa de 1755, e em especialmente na França e na Inglaterra, onde parece ter existido um mal-estar religioso, de acordo com fontes contemporâneas. Alguns pensadores protestantes, como Thomas Hobbes, defendiam uma filosofia materialista e um ceticismo em relação às ocorrências sobrenaturais, enquanto que o filósofo judeu holandês Baruch Spinoza rejeitava a providência divina em favor de um naturalismo panenteísta. No final do século XVII, o deísmo passou a ser abertamente defendido por intelectuais como John Toland, que cunhou o termo "panteísta". Apesar de ridicularizarem o cristianismo, muitos deístas desprezavam o ateísmo. O primeiro ateu que se sabe ter jogado fora o manto do deísmo, negando de modo contundente a existência de deuses, foi Jean Meslier, um padre francês que viveu no início do século XVIII. Ele foi seguido por outros pensadores abertamente ateus, como o Barão d'Holbach e Jacques-André Naigeon. O filósofo David Hume desenvolveu uma epistemologia cética fundamentada no empirismo, enfraquecendo a base metafísica da teologia natural. Outros ateus que se destacaram no Iluminismo foram Denis Diderot e Jean le Rond d'Alembert, autores do Encyclopédie, documento que reunia todos os conhecimentos de até então.
A Revolução Francesa tirou o ateísmo e o deísmo anticlerical dos salões e colocou-os na esfera pública. Um dos principais objetivos da Revolução Francesa foi uma reestruturação e subordinação do clero em relação ao Estado através da Constituição Civil do Clero. As tentativas para aplicá-la levaram à violência anticlerical e à expulsão de muitos clérigos da França. Os eventos políticos caóticos da Paris revolucionária, acabaram por permitir aos jacobinos mais radicais tomar o poder em 1793, inaugurando o Reino do Terror. Os jacobinos eram deístas e introduziram o Culto do Ser Supremo como uma religião estatal da França. Alguns ateus próximos de Jacques Hébert procuraram estabelecer um culto da razão, uma forma de pseudo-religião ateia com uma deusa personificando a razão. Ambos os movimentos, em parte, contribuíram para as tentativas forçadas de descristianizar a França. O Culto da Razão terminou depois de três anos, quando a sua liderança, incluindo Jacques Hébert, foi guilhotinada pelos jacobinos. As perseguições anticlericais terminaram com a Reação Termidoriana.
A era napoleônica institucionalizou a secularização da sociedade francesa e exportou a revolução para o norte da Itália, na esperança de criar repúblicas flexíveis. No século XIX, os ateus contribuíram para várias revoluções políticas e sociais, facilitando os levantes de 1848, o Risorgimento na Itália e o crescimento de um movimento socialista internacional.
Na segunda metade do século XIX, o ateísmo ganhou proeminência sob a influência de filósofos racionalistas e livre-pensadores. Muitos proeminentes filósofos alemães da época negaram a existência de divindades e eram críticos da religião, incluindo Ludwig Feuerbach, Arthur Schopenhauer, Max Stirner, Karl Marx e Friedrich Nietzsche.

### Século XX
O ateísmo no século XX, particularmente na forma de ateísmo prático, avançou em muitas sociedades. O pensamento ateu encontrou reconhecimento em uma ampla variedade de outras filosofias mais amplas, como o existencialismo, o objetivismo, o humanismo secular, o niilismo, o positivismo lógico, o anarquismo, o marxismo, o feminismo e o movimento científico e racionalista geral.
O positivismo lógico e o cientificismo pavimentaram o caminho para o neopositivismo, a filosofia analítica, o estruturalismo e o naturalismo. O neopositivismo e a filosofia analítica descartaram o racionalismo clássico e a metafísica em favor do empirismo estrito e do nominalismo epistemológico. Proponentes como Bertrand Russell, rejeitaram enfaticamente a crença em Deus. Em seus primeiros trabalhos, Ludwig Wittgenstein tentou separar a linguagem metafísica e sobrenatural do discurso racional. A. J. Ayer afirmou a inverificabilidade e a falta de sentido das afirmações religiosas, citando a sua adesão às ciências empíricas. Relacionado com esta ideia, o estruturalismo aplicado de Lévi-Strauss ligou a origem da linguagem religiosa ao subconsciente humano ao negar o seu significado transcendental. John Niemeyer Findlay e J. J. C. Smart argumentaram que a existência de Deus não é logicamente necessária. Naturalistas e monistas materialistas, tais como John Dewey, consideravam o mundo natural como a base de tudo, negando a existência de Deus ou a imortalidade.

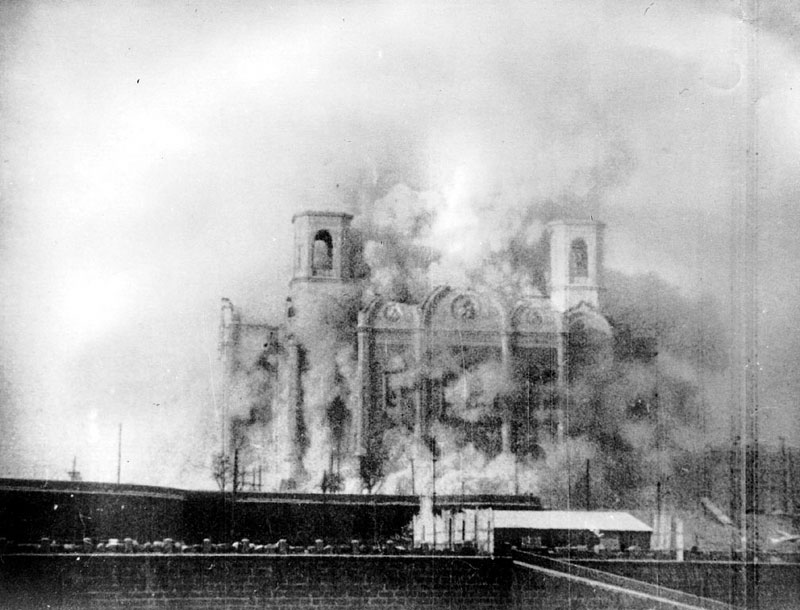
Demolição da Catedral de Cristo Salvador de Moscou, em 1931, durante a perseguição aos cristãos na União Soviética

O século XX também assistiu ao avanço político do ateísmo, estimulado pela interpretação das obras de Marx e Engels. Após a Revolução Russa de 1917, houve mais liberdade religiosa para as minorias religiosas, o que durou alguns anos. Embora a Constituição Soviética de 1936 garantisse a liberdade para realizar cultos, o Estado soviético, sob a política de ateísmo de Estado de Stalin, não considerava a religião um assunto privado; o governo soviético ilegalizou o ensino religioso e promoveu campanhas para convencer as pessoas a abandonar a religião. Diversos outros estados comunistas também se opuseram à religião e promoveram o ateísmo estatal, incluindo os antigos governos socialistas da Albânia, e, atualmente, da China, Coreia do Norte e Cuba.
Outros líderes como Periyar E. V. Ramasamy, um proeminente líder ateu da Índia, lutaram contra o hinduísmo e os brâmanes por eles discriminarem e dividirem as pessoas em nome de castas e religião. Tal foi sublinhado em 1956, quando ele erigiu uma estátua representando um deus hindu  com inscrições antiteístas.
Em 1966, a revista Time perguntava: "Deus está morto?", em resposta ao movimento teológico Morte de Deus, citando a estimativa de que quase metade de todas as pessoas no mundo viviam sob um poder anti-religioso e milhões mais na África, Ásia e América do Sul pareciam não ter conhecimento sobre o Deus único.
Em 1967, o governo albanês de Enver Hoxha anunciou o fechamento de todas as instituições religiosas no país, declarando a Albânia o primeiro Estado oficialmente ateu, embora a prática religiosa na Albânia tenha sido restaurada em 1991. Estes regimes acentuaram as associações negativas do ateísmo, especialmente onde o sentimento anticomunista era forte, como nos Estados Unidos, apesar do fato de que ateus proeminentes serem anticomunistas.

### Século XXI

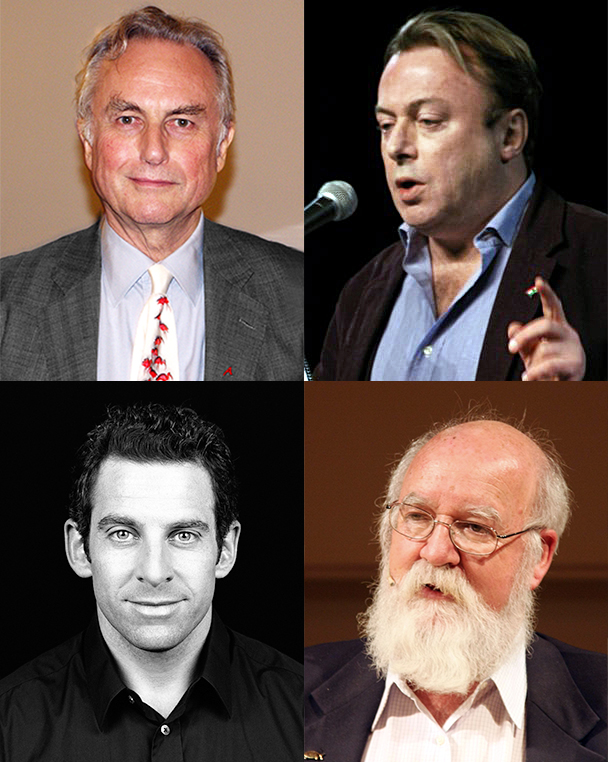
Os "Quatro Cavaleiros do Não Apocalipse" (sentido horário): Richard Dawkins, Christopher Hitchens, Daniel Dennett e Sam Harris

Desde a queda do Muro de Berlim, o número de regimes ativamente anti-religiosos tem diminuído consideravelmente. Em 2006, Timothy Shah do Fórum Pew constatou "uma tendência mundial em todos os grandes grupos religiosos, na qual movimentos baseados em Deus e na fé, em geral, estão experimentando confiança e influência crescentes face aos movimentos e ideologias seculares". No entanto, Gregory S. Paul e Phil Zuckerman consideram isso um mito e sugerem que a situação real é muito mais complexa e matizada.
A motivação religiosa dos ataques terroristas de 11 de setembro de 2001 e as tentativas parcialmente bem-sucedidas do Discovery Institute para mudar o currículo de ciências das escolas estadunidenses para incluir ideias criacionistas, juntamente com o apoio dessas ideias pelo ex-presidente George W. Bush em 2005, desencadearam uma onda de publicações de conhecidos autores ateus como Sam Harris, Daniel C. Dennett, Richard Dawkins, Victor J. Stenger e Christopher Hitchens, cujas obras foram best-sellers nos Estados Unidos e em todo o mundo, movimento que passou a ser conhecido como Novo Ateísmo.
Um levantamento de 2010 descobriu que aqueles que se identificam como ateus ou agnósticos estão, em média, mais bem informados sobre religião do que os seguidores das religiões principais. Descrentes tiveram melhores pontuações respondendo a questões sobre os princípios centrais das fés protestante e católica. Apenas fiéis mórmons e judeus tiveram tão boas pontuações sobre religião quanto os ateus e agnósticos.

## Demografia

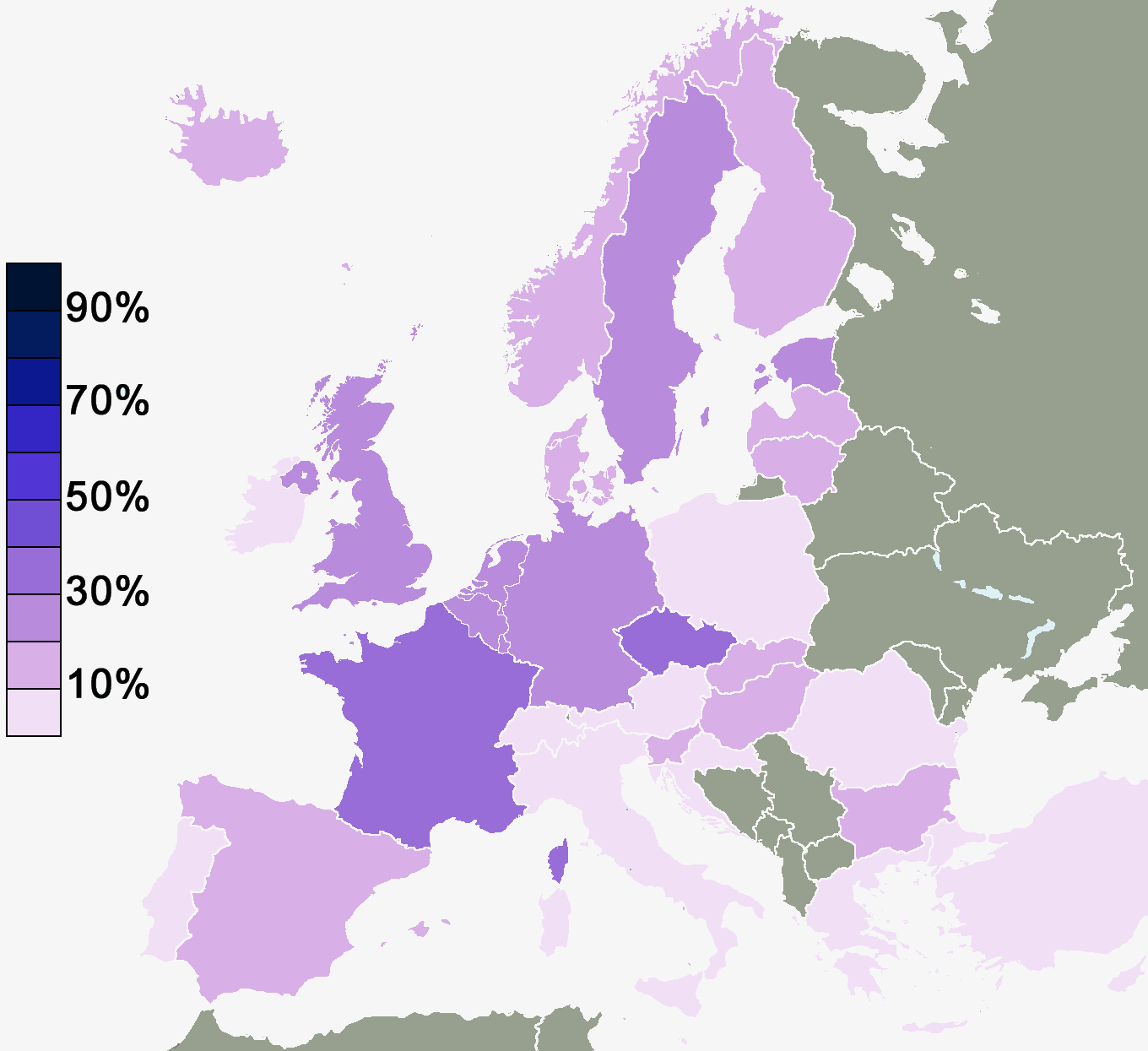
Porcentagem de pessoas em vários países europeus que disseram: "Eu não acredito que haja algum tipo de espírito, Deus ou força vital." (2005)

É difícil quantificar o número de ateus no mundo. Institutos de pesquisas de crença religiosa podem definir o "ateísmo" de várias maneiras diferentes ou fazer diferentes distinções entre ateísmo, convicções não-religiosas e crenças religiosas e espirituais não-teístas. Por exemplo, um ateu hindu iria declarar-se como hindu, apesar de também ser, ao mesmo tempo, ateu. Um estudo de 2005, publicado na Encyclopædia Britannica, revelou que os não-religiosos representam cerca de 11,9% da população mundial e os ateus cerca de 2,3%. Este número não inclui aqueles que seguem religiões ateias, como alguns budistas.
Uma enquete realizada entre novembro e dezembro de 2006, publicada no Financial Times, mostrou as taxas de população ateia nos Estados Unidos e em cinco países europeus. As menores taxas de ateísmo estão nos Estados Unidos com apenas 4%; as taxas de ateísmo nos países europeus pesquisados foram consideravelmente mais altas: Itália (7%), Espanha (11%), Reino Unido (17%), Alemanha (20%) e França (32%). Os números europeus são semelhantes aos de uma pesquisa oficial da União Europeia (UE), que relatou que 18% da população da UE não acredita em um deus. Outros estudos têm mostrado uma porcentagem estimada de ateus, agnósticos e outros não-crentes em um deus pessoal de apenas um dígito em países como Polônia, Romênia, Chipre e outros países europeus, e de até 85% na Suécia, 80% na Dinamarca, 72% na Noruega e 60% na Finlândia. Segundo o Australian Bureau of Statistics, 19% dos australianos declararam-se como "sem religião", uma categoria que inclui os ateus. Entre 64% e 65% dos japoneses são ateus, agnósticos, ou não acreditam em um deus.
Somente na Europa, nos últimos 100 anos, o ateísmo cresceu de aproximadamente 1,7 milhão para cerca de 130 milhões de pessoas.— Centro de Treinamento Cristão European Apologetics Network, de Londres
Na América Latina os índices de ateísmo variam de 1 a 3%, exceto em Cuba (7%), México (7%), Argentina (8%) e Uruguai (12%). No Uruguai, entre 30 e 50% da população assume não ter religião.

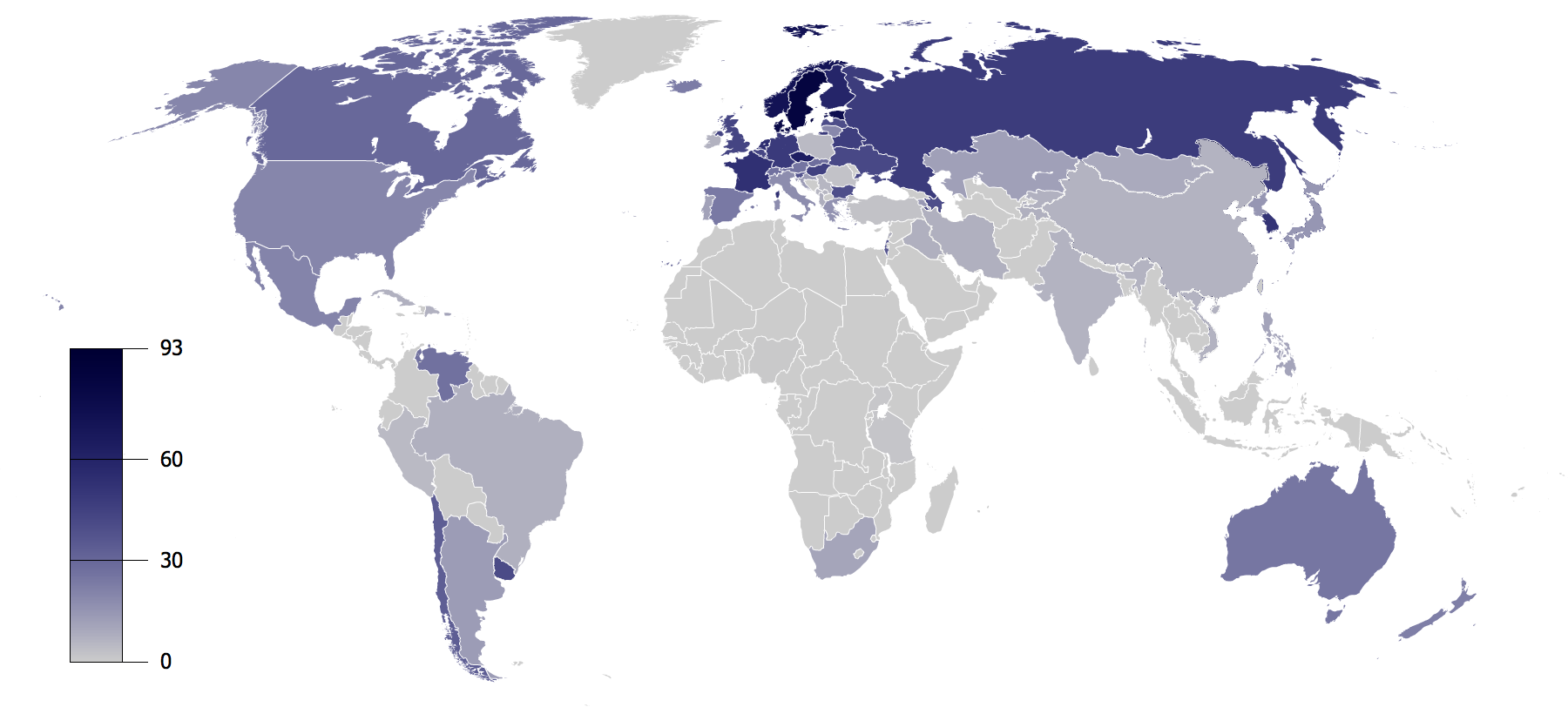
Mapa indicando a porcentagem de ateus e agnósticos no mundo (2009)

Um estudo internacional relatou correlações positivas entre os níveis de educação e os índices de descrença em uma divindade, enquanto uma pesquisa da União Europeia encontrou uma correlação positiva entre o abandono escolar precoce e a crença em um deus. Uma carta publicada na revista Nature em 1998, relatou uma pesquisa sugerindo que a crença em um deus pessoal ou na vida após a morte alcançou o nível mais baixo de todos os tempos entre os membros da Academia Nacional de Ciências dos Estados Unidos, sendo que apenas 7,0% dos membros disseram acreditar em um deus pessoal, em forte contraste com os mais de 85% da população geral dos Estados Unidos que acredita em um deus. Em contrapartida, um artigo publicado pela Universidade de Chicago que discutiu o referido estudo, afirmou que 76% dos médicos estadunidenses acreditam em Deus, mais do que os 7% dos cientistas acima, mas ainda inferior aos 85% da população em geral. No mesmo ano, Frank Sulloway, do Instituto de Tecnologia de Massachusetts, e Michael Shermer, da Universidade do Estado da Califórnia, conduziram um estudo que encontrou em sua amostra de pesquisa de "credenciados" adultos dos Estados Unidos (12% doutorados e 62% eram graduados universitários) 64% que acreditavam em Deus e houve uma correlação indicando que a convicção religiosa diminuiu com o aumento do nível de escolaridade. Uma correlação inversa entre religiosidade e inteligência foi encontrada por 39 estudos realizados entre 1927 e 2002, de acordo com um artigo na Mensa International Magazine. Estes resultados concordam em geral com uma metanálise realizada em 1958 pelo professor Michael Argyle, da Universidade de Oxford. Ele analisou sete estudos que investigaram a correlação entre a atitude em relação à religião e o nível de inteligência entre os estudantes do ensino médio e universitários dos Estados Unidos. Apesar de uma clara correlação negativa ter sido encontrada, a análise não identificou existência de causalidade, mas observou que fatores como histórico familiar autoritário e classe social também poderiam desempenhar algum papel.

### Brasil
De acordo com dados do Censo brasileiro de 2010 do IBGE, 8,0% da população brasileira declarou-se "sem religião" (15,3 milhões), dentre as quais cerca de 615 mil declararam-se ateias. No Censo de 2000, estes correspondiam a 7,4% (cerca de 12,5 milhões) da população. Em 1991 essa porcentagem era de 4,7%.
Uma pesquisa de 2011 realizada pela empresa Ipsos a pedido da agência de notícias Reuters revelou que 3% dos brasileiros entrevistados não acreditam em deuses ou seres supremos.
No Brasil, o estado da Bahia é o quarto com maior número de pessoas sem religião; o primeiro é o Rio de Janeiro. A cidade com o maior número de ateus é Chuí, com 59,85% dos habitantes, de acordo com o censo de 2010 do IBGE. O segundo lugar fica com Álvaro de Carvalho (SP), com 40% sem religião.

### Portugal
Segundo um estudo da ONG norte-americana The Pew Charitable Trusts, 15% da população portuguesa  apresenta-se como sendo agnóstica ou ateia.

### Correlação entre ateísmo, instrução, riqueza e desenvolvimento
Uma pesquisa do Gallup de 2015 encontrou uma correlação entre ateísmo, anos de estudos e PIB per capita. Indivíduos com menor nível de instrução são mais religiosos, embora os religiosos sejam maioria em todos os níveis educacionais. Mais importante que os anos de estudo, é a renda: entre os indivíduos com renda média-alta ou alta, menos de 50% se dizem religiosos, contra 70% dos com renda baixa ou média-baixa. Essa conclusão reflete um estudo anterior, feito pelo Pew Research Center, que concluiu que o nível de religiosidade de um país está intimamente ligado ao seu PIB per capita. Países mais ricos tendem a ser menos religiosos que países pobres. As únicas exceções à regra são os Estados Unidos e a China. As regiões mais religiosos do mundo são a África e o Oriente Médio, ao passo que as menos religiosas são a Europa Ocidental e partes da Ásia. Em um outro estudo, o paleontologista Gregory Paul chegou à conclusão de que não existe nenhuma sociedade altamente religiosa que seja altamente desenvolvida socialmente. Das dez nações mais religiosas do mundo, todas têm um PIB per capita inferior a 14,1 mil dólares.
Pesquisadores observaram que a religiosidade é maior em regiões pobres em decorrência da maior "insegurança existencial". Em lugares onde as pessoas enfrentam ameaça constante de morte prematura devido a fome, violência ou doença, o sentimento de vulnerabilidade tende a levar as pessoas a buscar a religião, a qual proporciona esperança e reduz a ansiedade. Por sua vez, em países de economia desenvolvida, as pessoas tendem a sentir-se seguras - em parte porque os investimentos em tecnologia e infraestrutura, nessas sociedades, ajudaram as pessoas a superar muitos problemas relacionados à saúde, a problemas climáticos e a lidar com outros tipos de emergências que podem causar ansiedade. Assim, em países ricos, as pessoas dependem menos da religião para apoio emocional ou para explicações do desconhecido. Essa análise ajuda a explicar porque regiões pobres como África, Oriente Médio, Sul da Ásia e América Latina são bastante religiosas, ao passo que regiões ricas como Europa, América do Norte, Leste da Ásia e Oceania são menos religiosas.
Uma pesquisa do Pew Research Center, de 2018, concluiu que a religiosidade diminui em países onde as pessoas têm maior nível de escolaridade, onde o PIB é mais alto e a desigualdade social menor. Etiópia (98%), Indonésia (93%), Nigéria (88%) e Uganda (86%) são países onde elevada percentagem da população considera a religião "muito importante" nas suas vidas, contrastando com China (3%), Japão, Suécia, Reino Unido e Alemanha (10% cada), lugares onde poucas pessoas dão a mesma resposta. No Brasil, 72% consideram a religião "muito importante" nas suas vidas.

## Ateísmo, religião e moralidade

### Associação com visões de mundo e comportamentos sociais
O sociólogo Phil Zuckerman analisou pesquisas anteriores em ciências sociais sobre laicidade e não-crença e concluiu que o bem-estar social está positivamente correlacionado com a irreligião. As suas descobertas relacionadas especificamente com o ateísmo incluem:
- Em comparação com pessoas religiosas, "ateus e pessoas laicas" são menos nacionalistas, preconceituosas, antissemitas, racistas, dogmáticas, etnocêntricas, mentalmente fechadas e autoritárias.
- Nos Estados Unidos, nos estados com os maiores percentuais de ateus na população, a taxa de homicídios é menor do que a média. Na maioria dos estados religiosos dos Estados Unidos, a taxa de homicídios é superior à média.

### Ateísmo e religião

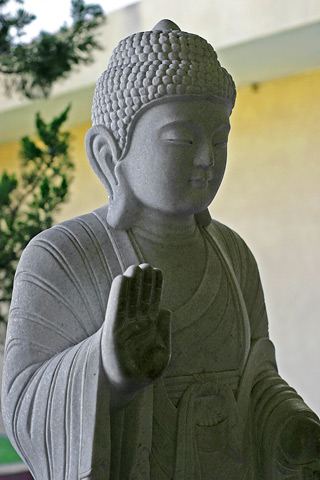
Devido à inexistência de um deus criador, o budismo é comumente descrito como religião não-teísta

Assume-se frequentemente que pessoas que se auto-identificam como ateus são irreligiosas, mas algumas seitas dentro das principais religiões, rejeitam a existência de uma divindade criadora e pessoal. Nos últimos anos, certas denominações religiosas têm acumulado uma série de seguidores abertamente ateus, tais como o judaísmo humanístico e ateísta e ateus cristãos.
O sentido mais estrito do ateísmo positivo não implica quaisquer crenças específicas fora da descrença em qualquer divindade, como tal, os ateus podem ter qualquer número de crenças espirituais. Pela mesma razão, os ateus podem ter uma grande variedade de crenças éticas, que vão desde o universalismo moral do humanismo, que defende que um código moral deve ser aplicado consistentemente a todos os seres humanos, ao niilismo moral, que sustenta que a moralidade não tem sentido.

### Mandamento divino vs. ética
Embora seja um truísmo filosófico, encapsulado no Dilema de Eutífron de Platão, que o papel dos deuses na diferenciação entre certo e errado ou é desnecessário ou arbitrário, o argumento de que a moralidade tem que ser derivada de Deus e que não pode existir sem um criador sábio tem sido uma característica persistente de debate político, ainda que não tanto do filosófico. Preceitos morais, como "o assassinato é errado" são vistos como leis divinas, requerendo um legislador ou juiz divino. No entanto, muitos ateus argumentam que o tratamento legalista da moralidade envolve uma falsa analogia e que a moralidade não depende de um legislador da mesma forma que as leis. Outros ateus, como Friedrich Nietzsche, discordaram desta opinião e declararam que a moralidade "tem verdade apenas se Deus é a verdade, portanto fica em pé ou cai de acordo com a fé em Deus."
Existem sistemas normativos éticos que não necessitam que os princípios e regras sejam fornecidos por uma divindade. Alguns incluem ética da virtude, contrato social, ética kantiana, utilitarismo e o objetivismo. Sam Harris propôs que a prescrição moral (criar regras éticas) não é apenas uma questão a ser explorada pela filosofia, mas que podemos praticar significativamente uma ciência da moralidade. Um tal sistema científico deve, no entanto, responder ao criticismo consubstanciado na falácia naturalista.
Os filósofos Susan Neiman e Julian Baggini (entre outros) afirmam que o comportamento ético apenas devido ao mandato divino não é o comportamento ético verdadeiro, mas apenas a obediência cega. Baggini argumenta que o ateísmo é uma base superior para a ética, afirmando que uma base moral externa aos imperativos religiosos é necessária para avaliar a moralidade dos próprios imperativos - para ser capaz de discernir, por exemplo, que "furtarás" é imoral, mesmo que a sua religião o instrua a fazer isso - e que os ateus, portanto, têm a vantagem de estarem mais inclinados a fazer tais avaliações. O político e filósofo contemporâneo britânico Martin Cohen ofereceu o exemplo historicamente mais revelador de injunções bíblicas em favor da tortura e escravidão como evidência de que as injunções religiosas seguem os costumes políticos e sociais, e não vice-versa, mas também observou que a mesma tendência parece ser verdadeira para filósofos supostamente imparciais e objetivos. Cohen explana esse argumento com mais detalhes na Filosofia Política de Platão a Mao, no caso do Alcorão que ele vê como tendo tido um papel geralmente infeliz na preservação dos códigos sociais do início do século VII por meio de mudanças na sociedade secular.

### Perigos das religiões
Alguns ateus proeminentes, tais como Bertrand Russell, Christopher Hitchens, Sam Harris e Richard Dawkins, têm criticado as religiões, citando aspectos nocivos das práticas e doutrinas religiosas. Os ateus têm-se envolvido muitas vezes em debates com defensores da religião, e os debates por vezes tratam a questão de saber se as religiões oferecem um benefício líquido para os indivíduos e para a sociedade.
Um argumento de que as religiões podem ser prejudiciais, feito por ateus como Sam Harris, é que a dependência das religiões ocidentais da autoridade de Deus presta-se ao autoritarismo e ao dogmatismo. Os ateus também citaram dados mostrando que há uma correlação entre fundamentalismo religioso e religião extrínseca (quando a religião é praticada porque serve a interesses ocultos) e autoritarismo, dogmatismo e preconceito. Estes argumentos, combinados com eventos históricos que são argumentos para demonstrar os perigos da religião, como as Cruzadas, Inquisição, caça às bruxas e os ataques terroristas, têm sido usados em resposta às reivindicações dos efeitos benéficos da crença na religião.

## Discriminação e preconceito

Países onde, em 2007, a apostasia era punida com a pena de morte de acordo com legislações nacionais (preto) ou regionais (cinza escuro). Atualmente, isto acontece apenas em países islâmicos

O ateísmo sempre foi uma doutrina perseguida, clandestina e discriminada. Durante a cristianização do Império Romano, o ateísmo foi considerado crime terrível e praticamente deixou de existir na história das ideias europeias. Até o século XIX, devido ao poder político-eclesiástico, o indivíduo que assumisse oposição aos ensinamentos da Igreja seria recriminado pela sociedade e pelo governo com acusações de desonestidade, rebeldia, incredulidade e libertinagem.
Uma pesquisa feita pelo Instituto Gallup em 1999 comprova que 95% dos estadunidenses votaria em uma mulher para presidente, 92% votaria em um judeu ou negro, 79% em um homossexual mas apenas 49% votaria em um ateu. A revista Newsweek estima uma porcentagem ainda menor: 37% Uma pesquisa de 2007 encomendada pela CNT/Sensus revela que 84% dos brasileiros votariam em um negro para Presidente da República, 57% em uma mulher, 32% em um homossexual mas apenas 13% votaria em um ateu. Uma pesquisa de agosto de 2010 realizada pelo Núcleo de Opinião Pública em uma iniciativa da Fundação Perseu Abramo (FPA) e SESC revelou que 66% das mulheres brasileiras jamais votariam em um ateu e 11% dificilmente votaria, enquanto 61% dos homens brasileiros nunca votaria e 13% dificilmente votaria. Uma pesquisa realizada no dia 13 de dezembro de 2012 pelo Datafolha indica que 86% dos brasileiros acreditam que a crença em Deus torna as pessoas melhores, enquanto que apenas 13% acreditam que a implicação não é obrigatória.
Uma pesquisa do Pew Research Center, de 2013, perguntou se as pessoas acham ser necessário acreditar em Deus para se ter moral e bons valores. Indonésia, Gana (99% cada), Paquistão (98%) e Egito (95%) foram países onde elevadíssima percentagem da população respondeu que sim, contrastando com França (15%), República Checa, Espanha (19% cada) e Grã-Bretanha (20%), lugares onde a maioria da população não acredita nessa correlação. No Brasil, 86% responderam que é necessário acreditar em Deus para se ter moral e bons valores e apenas 13% disseram que essa correlação não é verdadeira. Nesse contexto, o Brasil situa-se mais próximo dos países da África e do Oriente Médio do que da Europa. Segundo levantamento da Fundação Perseu Abramo, de 2008, 42% dos brasileiros admitiram sentir aversão a quem não crê em Deus. Desses, 17% declararam sentir ódio ou repulsa e 25%, antipatia.
Segundo relatório do Parlamento Europeu de 2017, pessoas não religiosas estão submetidas a "discriminação severa" em 85 países do mundo, sendo que em 12 países a apostasia (troca ou abandono de religião) é punível com a pena de morte.

## Visibilidade
Conforme a Associação Americana de Livreiros, em 2005 as obras da categoria "céticos e ateus" registraram o maior crescimento da história até então e o segundo maior entre os demais gêneros. A revista mensal com a quinta maior tiragem dos Estados Unidos, entre as especializadas, é uma publicada pela Sociedade dos Céticos. Na Fox News, o programa Bullshit! dissemina o ateísmo e a dupla de mágicos Penn Jillette e Raymond Joseph Teller desmascara truques místicos.

### Associações lusófonas
- Associação Ateísta Portuguesa
- Associação Brasileira de Ateus e Agnósticos (ATEA)

### Associações internacionais
- Aliança Ateia Internacional
- American Atheists
- Federação Humanista Europeia
- União Internacional Ética e Humanista
- Freedom From Religion Foundation